# Лихорадка (фильм, 2002)
«Лихорадка» (англ. Cabin Fever) — американский фильм ужасов 2002 года с элементами комедии, дебют режиссёра Элая Рота. Впервые был показан на Кинофестивале в Торонто 14 сентября 2002 года.

## Сюжет
Пятеро друзей Джефф, Марси, Пол, Карен и Берт решив отдохнуть, арендовали домик в лесу. Они останавливаются у магазина, чтобы купить еды. У магазина Пола кусает умственно-отсталый мальчик по имени Деннис. По прибытии Берт решил поохотиться за белками. Охотясь, он случайно стреляет в человека, который был заражён неизвестной болезнью. Этот человек попытался приблизиться к Берту, но тот отпугнул его выстрелом и, испугавшись, возвратился к ребятам. В этот день в домик снова приходит этот человек и просит у ребят помощи, но они отказывают ему. Человек пытается угнать их машину, где его рвёт кровью. После того, как он выбирается из машины, его поджигают, и тот убегает в лес.
На следующий день Карен пьёт воду из крана, забор которой идёт из озера, в котором оказался труп заражённого мужчины и начинает плохо себя чувствовать. Ночью Пол обнаруживает у неё окровавленные бёдра. Чтобы избежать заражения, они запирают её в сарае. В дальнейшем Берт тоже понимает, что заражён, но ничего не говорит другим. Пол и Марси решают как-то помочь Карен, но Джефф, опасаясь тоже заразиться, убегает в лес. Берт уезжает в город за доктором.
Оставшись одни Марси и Пол занимаются сексом. Пол выражает своё беспокойство тем, что они не используют презервативы, но Марси утверждает, что она здорова. После секса Марси обнаруживает на своём теле подозрительные красные пятна.
Берт (уже с признаками заражения) заезжает в магазин, что компания посетила ранее, чтобы попытаться расспросить, где найти врача. Берт встречает Денниса, он хватает Берта и кусает его, тем самым заразив себя. Отец Денни, узнав об этом, обвиняет Берта в заражении мальчика и пытается его убить.
В это время Пол уходит на поиски Джеффа. Позже он забредает на озеро и находит труп в воде. Пытаясь перевернуть тело с помощью палки, случайно сваливается в воду, тем самым заражается сам. Затем Пол видит табличку о водозаборе и понимает, что зараза находится в воде. Тем временем Марси, оставшись одна в домике, решает принять ванну и сделать депиляцию на ногах, когда она начинает брить ноги, то замечает поражения кожи. Испугавшись выстрела, прозвучавшего в лесу, она выбегает из домика, где на неё нападает бешеная собака. Когда Пол слышит крики Марси, он возвращается и обнаруживает её разорванную на куски. В сарае он видит, как собака ест лицо Карен, которая ещё жива. Пол убивает собаку, а затем убивает и Карен лопатой, чтобы положить конец её страданиям.
Берт возвращается в домик, сильно ослабленный болезнью. Он рассказывает Полу об инциденте у магазина. Они пытаются отбиться от отца мальчика, который вместе со своими друзьями преследовал Берта. Берт был убит, но Полу удалось отбиться от местных.
В конце концов окровавленный Пол уходит из домика и набредает на небольшую вечеринку, на которой присутствует приезжавший ранее к хижине помощник шерифа Уинстон Олсен. Пол спрашивает у него, почему он не отправил помощь. Уинстон говорит, что забыл об этом. Озлобленный Пол распугивает собравшихся людей и оглушает Уинстона поленом. Выбравшись из леса на проезжую часть, Пол падает без сознания перед едущим грузовиком. Водитель вовремя замечает его и отвозит в больницу. Там шериф и врачи пытаются узнать у Пола источник инфекции, но у него шок от потери друзей. Посовещавшись, врачи решают отправить его в другую больницу… на машине Уинстона. По дороге тот, злорадствуя, выкидывает парня в кусты и уезжает.
На следующее утро Джефф выходит из леса и возвращается в домик, где понимает, что его друзья мертвы. Он выходит на крыльцо и кричит «Я выжил!» и тут же, на месте, его расстреливают полицейские. Убив его, они относят его к другим убитым и сжигают.
В конце фильма двое детей набирают воду из зараженного ручья, чтобы сделать лимонад, и продают его в том магазине. На их фоне проезжает большой грузовик с надписью «Доставка артезианской воды на дом». Посетители магазина и местные жители с удовольствием пьют лимонад ребятишек…

## В ролях
- Райдер Стронг — Пол
- Джордан Лэдд — Карен
- Джеймс Дебелло — Берт
- Серина Винсент — Марси
- Джои Керн — Джефф
- Эри Вервин — Генри (первый зараженный человек)
- Мэттью Хелмс — Деннис
- Джузеппе Эндрюс — помощник шерифа Уинстон Олсен
- Элай Рот — Джастин

## История создания
Сценарий к фильму был написан ещё в 1995 году, в то время как Элай Рот ещё работал ассистентом. Но все попытки продать сценарий ничего не дали, все компании считали, что ужасы стали нерентабельны. Хотя после выхода фильма «Крик» интерес к фильмам ужасов возрос, но продать сценарий так и не удается. Многие требовали кардинально изменить сценарий, в особенности сделать в фильме меньше кровавых сцен, а также всех настораживало слово «негр», которое произносилось в начале фильма.
Кастинг актрис на роль Марси был назначен на 11 сентября 2001 года. Была выбрана Серина Винсент, хотя многим создателям она не понравилась, но из-за случившегося теракта со многими актрисами невозможно было связаться. Как потом говорил Рот, он взял её за выразительные глаза.

## Критика
На сайте Rotten Tomatoes фильм получил 63 % положительных отзывов.
Квентин Тарантино в одном из интервью назвал фильм как лучший новый американский фильм, добавив, что за Элаем Ротом стоит будущее фильмов ужасов.
Роджер Эберт дал фильму отрицательную оценку, сказав: «В фильме присутствует несколько хороших идей, но очень много плохих принципов».
Со временем фильм стал культовым. Элай Рот был номинирован в нескольких номинациях на премию «Сатурн».

## Ремейк
По сценарию Элая Рота в 2016 году Трэвис Заривны снял ремейк фильма «Лихорадка».
В актерский состав новой «Лихорадки» вошли Гейдж Голайтли, Дастин Ингрэм, Сэмюэл Дэвис, Мэттью Даддарио и Надин Крокер.
Синопсис фильма: История о группе из пяти выпускников, которые арендуют удаленный домик в лесу и в результате становятся жертвами ужасного вируса…